# Dejene Hidoto Gamo
Hailemichael Dejene Hidoto Gamo OFMCap (* 21. März 1972 in Sibaye, Kaiserreich Abessinien) ist ein äthiopischer römisch-katholischer Ordensgeistlicher und Apostolischer Vikar von Soddo.

## Leben
Dejene Hidoto Gamo trat der Ordensgemeinschaft der Kapuziner bei und legte 1998 die ewige Profess ab. Er studierte Philosophie und Katholische Theologie am St. Francis Capuchin Institute of Philosophy and Theology in Addis Abeba. Am 9. Juli 2000 empfing er in Addis Abeba das Sakrament der Priesterweihe.
Nach der Priesterweihe war Gamo zunächst als Pfarrer der Pfarrei Our Lady of Lourdes in Dubbo tätig, bevor er 2006 Kaplan für die englischsprachigen Gläubigen in Addis Abeba sowie Verantwortlicher für die sozialen Projekte und Ökonom der dortigen Kapuziner-Kommunität Holy Savior wurde. Daneben erlangte er in dieser Zeit an der Universität Addis Abeba einen Bachelor im Fach Soziologie. Von 2009 bis 2012 fungierte er als Guardian der Kapuziner-Kommunität Holy Savior. Nachdem Gamo im Anschluss kurzzeitig das Abba Pascal Technical and Vocational Training Institute in Soddo geleitet hatte, setzte er ab 2013 seine Studien an der Saint Paul University in Ottawa fort. Dort erwarb er 2016 einen Master of Arts im Fach Verwaltungsethik. Nach der Rückkehr in seine Heimat wurde Gamo erneut Direktor des Abba Pascal Technical and Vocational Training Institute. Ab 2023 koordinierte er zusätzlich die Pastoral im Apostolischen Vikariat Soddo. Zudem wirkte er innerhalb seiner Ordensgemeinschaft ab 2023 als Guardian der Kommunität in Konto und als Provinzvikar der äthiopischen Ordensprovinz Kidane Meheret.
Am 19. Juni 2024 ernannte ihn Papst Franziskus zum Apostolischen Vikar von Soddo. Der äthiopisch-katholische Erzbischof von Addis Abeba, Berhaneyesus Demerew Kardinal Souraphiel CM, spendete ihm am 15. September desselben Jahres in der Kathedrale Holy Trinity in Soddo die Bischofsweihe; Mitkonsekratoren waren der Apostolische Vikar von Hosanna, Seyoum Franso Noel, und der Apostolische Vikar von Harar, Angelo Pagano OFMCap.